# Plácida Espinoza
Pour les articles homonymes, voir Mamani (homonymie).
Plácida Espinoza ou Plácida Espinoza Mamani, née le 5 octobre 1948 à Chachacomani près d'Oruro en Bolivie, est une éducatrice, syndicaliste et femme politique bolivienne, sénatrice d'Oruro.
Née dans une communauté indigène rurale près d'Oruro dans la province de Carangas, Plácida Espinoza effectue l'essentiel de sa carrière professionnelle dans le domaine de l'éducation, comme institutrice et administratrice au conseil scolaire local. C'est à cette époque qu'elle commence à participer aux syndicats professionnels de sa région, occupant des postes au sein des syndicats officiels de travailleurs avant de rejoindre la Fédération Bartolina Sisa, réservée aux femmes.
D'origine aymara, Plácida Espinoza commence à occuper des postes d'autorité traditionnelle quand ces postes commencent à reprendre de l'importance au sein de la société autochtone. Par son mariage avec un chef tribal, elle assume des titres d'importance locale et régionale, que ce soit dans l'ayllu, le marka ou le suyu. En plus de ses rôles syndicaux, elle entre en politique, selon l'alliance organique formée entre les organisations indigènes, paysannes et syndicales avec le puissant Mouvement pour le socialisme. En 2014, Plácida Espinoza est élue sénatrice et siège de 2015 à 2020.

## Biographie

### Jeunesse et formation
Plácida Espinoza naît le 5 octobre 1948 à Chachacomani, un petit hameau situé dans le nord du plateau de l'Altiplano au centre du département d'Oruro. Le village, selon la tradition coutumière indigène Aymara, est située dans le Mallcunaca Ayllu, une subdivision du marka Corque dans le suyu de Jach'a Karangas, une région correspondant à peu près aux frontières de la province de Carangas d'Oruro.
Bien qu'elle ait grandi dans la pauvreté rurale à une époque d'exclusion sociale particulière pour les femmes, Plácida Espinoza réussit cependant à bénéficier de l'éducation et elle réussit sur le plan scolaire. Elle termine ses études primaires et commence ses études secondaires dans les écoles Aniceto Arce et José Trifiro de la ville de Corque avant de déménager à Oruro, où elle fréquente l'ensemble scolaire Marcos Beltrán Ávila, terminant finalement ses études secondaires au lycée d'Antofagasta. Plácida Espinoza s'installe ensuite à Sucre, où elle obtient son diplôme d'enseignante à l'Ecole normale d'instituteurs Mariscal de Sucre. Elle obtient en plus un diplôme de troisième cycle en éducation de l'Institut supérieur d'éducation rurale et elle suit des cours de spécialisation en communication médiatique à l'Unité académique rurale (es) de l'université catholique bolivienne à Tiwanaku.

### Débuts professionnels
Revenue à Corque, Plácida Espinoza travaille comme enseignante dans son ancienne école primaire, Aniceto Arce, qu'elle dirige ensuite. Elle enseigne également à l'unité éducative Enfants du Soleil à Oruro. Le poste de Plácida Espinoza dans l'éducation lui ouvre la voie d'une carrière dans la fonction publique ; elle occupe des postes d'agent municipal et siège au conseil scolaire local, devenant plus tard présidente du Conseil éducatif aymara de La Paz au début des années 2000.

### Syndicalisme et responsabilités autochtones

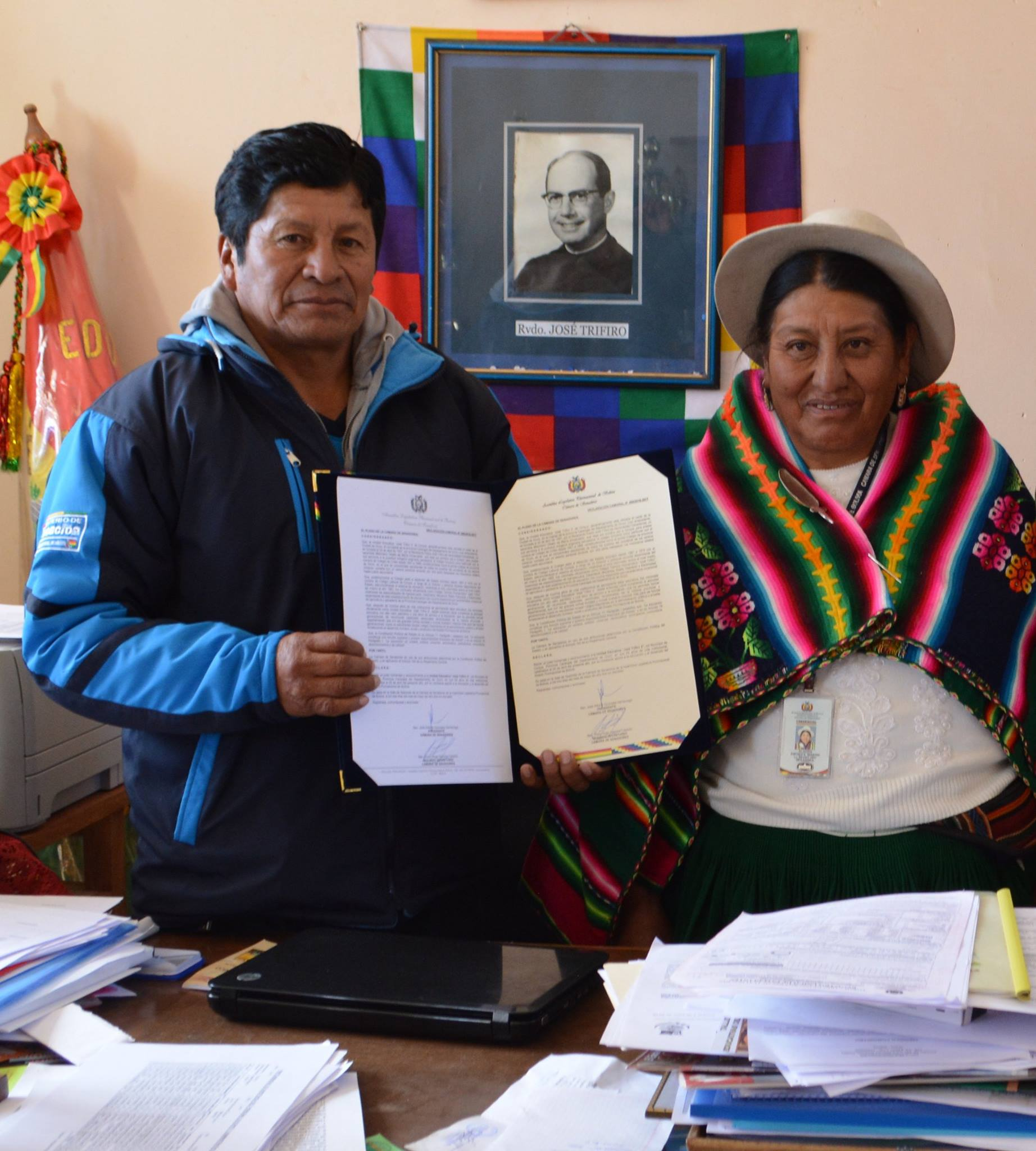
Commémoration de l'unité éducative José Trifiro à Corque.

Plácida Espinoza commence à jouer un rôle actif dans les syndicats professionnels de sa région, qui commencent de plus en plus à promouvoir l'entrée des femmes et de la paysannerie dans leurs rangs. Elle est secrétaire des peuples autochtones au sein de la Fédération syndicale unifiée des travailleurs ruraux d'Oruro de 1992 à 1994, occupant en même temps un siège à la direction du Centre provincial des travailleurs de Carangas de 1993 à 1994. Elle rejoint ensuite la Fédération des femmes paysannes Bartolina Sisa, où elle occupe le poste de secrétaire aux relations internationales.
En 2010, Plácida Espinoza fonde sa propre branche de la fédération syndicale dans la municipalité de Ravelo de la province de Chayanta, exerçant dans le même temps la vice-présidence de l'Assemblée constituante chargée de rédiger la charte organique de la localité, de 2010 à 2012.
En même temps, Plácida Espinoza occupe également des postes d'autorité traditionnelle au sein de sa communauté Aymara, selon la restauration des coutumes indigènes. Elle atteint en 1984 le poste de corregidor adjointe, servant d'assistante au leader politique le plus important au sein de l'ayllu. De plus hautes fonctions lui sont conférées par son mariage avec Luciano Álvarez Galvan, un chef traditionnel local,. Plácida Espinoza suit l'ascension de son mari dans les rangs des responsabilités aymara, en commençant par le titre de mama awatiri du Mallcunaca Ayllu  avant de devenir beaucoup plus tard mama t'alla du marka Corque de 2012 à 2013 puis apu mama t'alla du suyu Jach'a Karangas de 2013 à 2015 — ces titres désignant l'autorité féminine indigène maximale au sein de chaque entité politique traditionnelle respective.

### Élection sénatoriale
Plácida Espinoza s'implique fortement en 2014 pour la promotion de l'autonomie gouvernementale de Corque grâce à la conversion de la municipalité en une entité autonome indigène (es). L'alliance établie entre les groupes de défense des indigènes et des paysans et le Mouvement pour le socialisme au pouvoir (MAS-IPSP) lui offre l'opportunité de se présenter à une fonction publique lors des élections générales de cette année-là. Elle est candidate pour un siège à la Chambre des sénateurs, un siège qu'elle remporte malgré son placement peu avantageux au bas de la liste électorale du parti, résultat du contrôle du MAS sur la quasi-totalité de la délégation parlementaire d'Oruro lors de cette élection,.

### Mandat de sénatrice, présidente de commissions

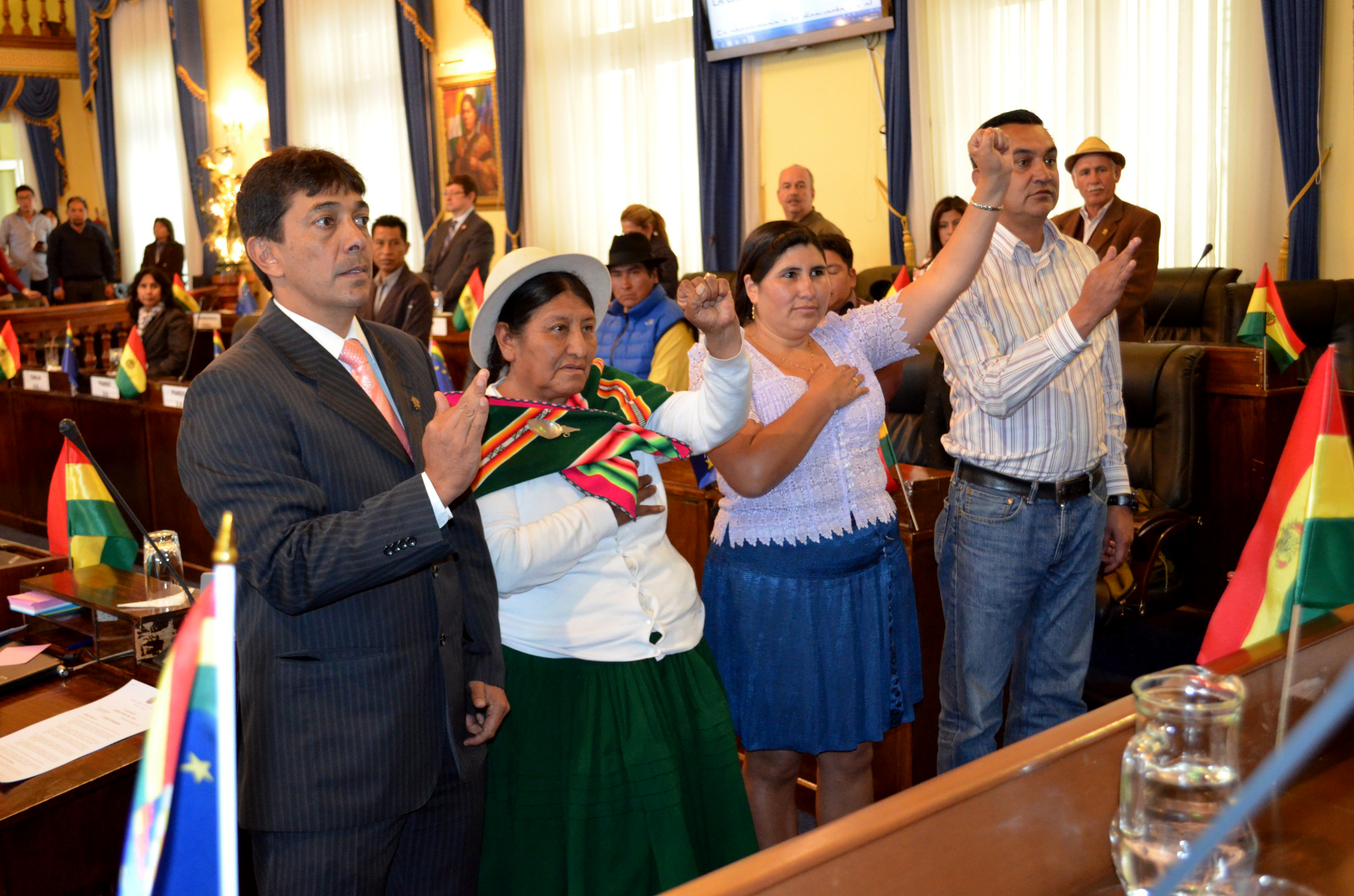
Prestation de serment devant la Commission d'éthique du Sénat.

Ayant prêté son serment de sénatrice début 2015, Plácida Espinoza rejoint d'autres législatrices nouvellement investies pour former le plus grand groupe de femmes paysannes et autochtones jamais élu dans l'histoire de la Bolivie. Dans une législature connue pour son nombre historique de jeunes, Plácida Espinoza se distingue comme l'un des membres les plus anciens du Sénat, l'un des rares à être nés avant la Révolution bolivienne de 1952.
Au cours de son mandat, elle se concentre principalement sur les droits des peuples autochtones, que ce soit par l'obtention de leur autonomie politique, la préservation de leurs biens culturels ou la promotion des traditions historiques et du folklore.
Au sein du sénat, elle occupe successivement diverses responsabilités. Elle est d'abord secrétaire du Comité des peuples et nations autochtones ruraux en 2015-2016, puis présidente de la Commission des terres et territoires, des ressources naturelles et de l'environnement de 2016 à 2017, et membre de la Commission d'éthique et de transparence sur la même période 2016-2017.
Elle est ensuite secrétaire de la Commission des Autonomies départementales de 2017 à 2018, secrétaire de la Commission des relations économiques internationales en 2018-2019, secrétaire en 2019 de la Commission de sécurité de l'État et de lutte contre le trafic de drogue, puis présidente de 2019 à 2020 de la Commission de sécurité de l'État, des forces armées et de la police bolivienne, et enfin présidente en 2020 de la Commission de l'économie plurielle, de la production, de l'industrie et de l'industrialisation.
À la fin de son mandat en 2020, Plácida Espinoza n'est pas candidate à sa réélection,, selon la volonté du MAS de privilégier l'apparition de nouveaux visages au parlement.

## Publications
- (es) Plácida Espinoza Mamani, Proceso Histórico de la Educación Boliviana: Interculturalidad, Identidad, Cultura, La Paz, CEA, 2003.